# Nîțaha, Trosteaneț
Nîțaha (în ucraineană Ницаха) este localitatea de reședință a comunei Nîțaha din raionul Trosteaneț, regiunea Sumî, Ucraina.

## Demografie
Componența lingvistică a localității Nîțaha
     Rusă (84,1%)
     Ucraineană (15,59%)
     Alte limbi (0,15%)
Conform recensământului din 2001, majoritatea populației localității Nîțaha era vorbitoare de rusă (84,1%), existând în minoritate și vorbitori de ucraineană (15,59%).